# Agricultura incașă

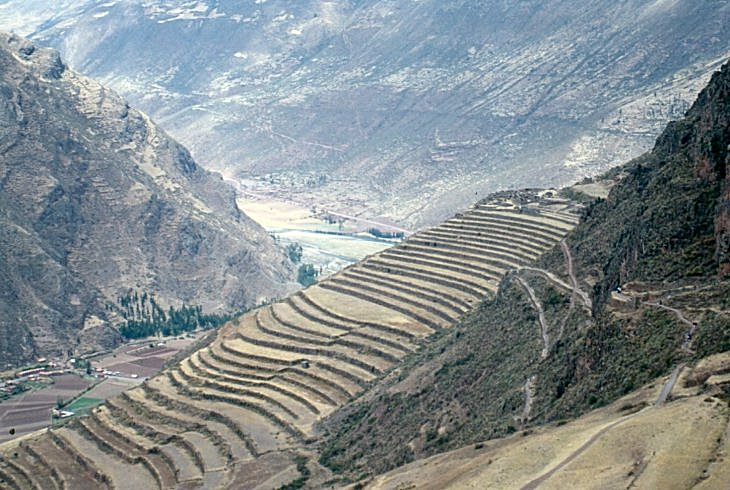
Terasele incașe din Valea Sacră, lângă Písac, Peru. Erau folosite în agricultură

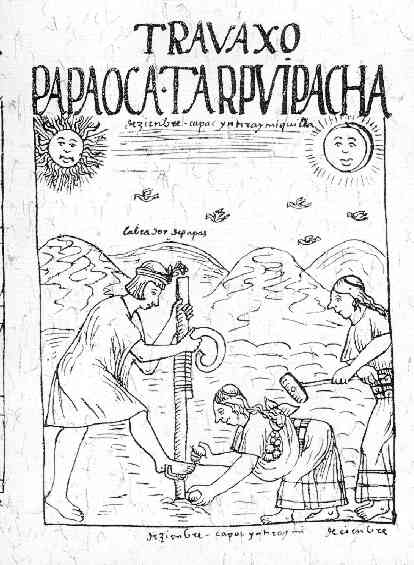
Poma de Ayala 1613: Lucrarea pământului la incași cu taclla.

Agricultura incașă s-a dezvoltat odată cu expansiunea imperiului incaș. În regiunile joase ale imperiului se cultiva porumbul (numit sara în limba Quechua și maniocul, în timp ce în regiunile mai înalte și mai puțin fertile se plantau cartoful (papa sau patata), fasolea (terwi), ardeiul (regoto) și quinoa (o plantă  specifică  Anzilor, înrudită cu loboda și sfecla). În perioada de sfârșit a imperiului, culturile de plante au fost extinse și în zonele de mijloc și de coastă. Datorită introducerii unui sistem de terase irigate, unele plante au fost cultivate și în zonele aride. Lângă Cuzco există rămășițele unui gigantic rezervor de apă din care, pe timp de secetă, se irigau la mare distanță culturile agricole. Incașii au mărit suprafața agricolă prin construirea unor terase alpine.
Prelucrarea în comun a pământului era prima obligație a fiecărui om de rând din imperiul incaș. Munca la câmp era supravegheată de un totricoc michoc, un descendent al incașilor care putea ordona și pedeapsa cu moartea pentru țăranii care nu-și respectau zilele prestabilite pentru lucru de domnitor.
Dieta incașilor consta în principal din pește, verdețuri și nuci, suplimentate uneori de carne (de cobail); în plus vânau diverse animale pentru carne, blănuri și pene. Porumbul era folosit pentru obținerea unei băuturi alcoolice fermentate numite chicha. Sistemul de drumuri incaș a fost cel care a asigurat succesul agriculturii permițând distribuția alimentelor pe distanțe mari. Incașii au construit și mari depozite ce le-au permis un trai normal (spre deosebire de civilizațiile învecinate) în anii în care El Niño afecta zona.
În America precolumbiană nu se cunoștea plugul, prin urmare incașii foloseau săpăligi cu o coadă lungă, uneori de mărimea unui om, numite taclla (se lucra cu acest instrument asemănător cu desfundatul pământului cu cazmaua). În fața bărbaților stăteau femeile în genunchi care mărunțeau pământul cu un mic topor. Când plantau cartofii, incașii puneau câte un pește în cuibul de cartof pentru a îngrășa pământurile sărace din podișuri. În același fel bărbații se luptau între ei (uneori până la moarte) cu armele până se răneau și sângele curs îl îngropau împreună cu cartofii de sămânță.

## După cucerirea spaniolă
După ce Tahuantinsuyu a căzut, noii conducători spanioli au trecut la represalii brutale împotriva oamenilor și tradițiilor acestora. Multe elemente ale culturii Inca au fost sistematic distruse, inclusiv sofisticatele sisteme folosite în agricultură.